# 레흐어군
레흐어군(Lech-)은 폴란드어 및 이와 밀접히 연관된 언어들로 이루어지는 서슬라브어군의 하위분류이다. 소위 레흐족으로 분류되는 폴란드 지역 일대의 역사적 민족들의 언어를 통틀어 묶은 것이다. 서슬라브어군 내의 다른 하위분류로는 체코슬로바키아어군과 소르브어군이 있다.

## 언어
- 폴란드어: 오늘날 폴란드 등에 약 4천만 명의 화자가 있다. 대폴란드, 소폴란드, 마조프셰 등 지역에 따라 여러 방언이 있다.
  - 실레시아어: 폴란드령 실레시아에 2011년 기준 530,000만 명 이상의 화자가 있고 일부는 체코령 실레시아에 분포한다. 폴란드어나 체코어의 방언으로 여겨지기도 하고 독립된 언어로 간주되기도 한다.
- 포메라니아어: 포메라니아 슬라브족이 사용하던 다양한 방언.
  - 카슈브어: 현재까지 사용되는 유일한 포메라니아 언어. 포메라니아 동부에서 사용된다. 간혹 폴란드어의 방언의 일종으로 여겨진다.
  - 슬로빈츠어†: 과거 스웁스크 일대에서 사용되었다. 20세기 사멸.
- 서부 레흐어†: 오늘날 독일 영토에 해당하는 지역에서 사용되던 여러 레흐계 방언. 근대 이전에 독일인에 동화되어 사멸했다.
  - 폴라브어†: 엘베강 유역의 슬라브족이 사용하던 서부 레흐어. 18세기 중반에 사멸했다.

## 같이 보기
- 레흐족
- 레흐와 체흐와 루스